# Середня промислова школа Тршебич
Середня промислова школа Тршебич — середня школа в Тршебічі. Вона розташована на півночі міста. Його директором до 2021 року був інженер Зденєк Борувка, від 2021 року директоркою школи є Петра Грбачкова.

## Напрямок школи
Школа була створена злиттям трьох шкіл технічного напрямку, тому фокус школи спрямований на сферу технологій. Проте тут також викладаються економічні, екологічні та хімічні предмети. Велика увага приділяється навчанню з використанням комп'ютерів та сучасних технологій. Школа пропонує денну форму навчання, навчання для працевлаштованих (раніше дистанційне навчання) та навчання протягом усього життя. У школі також навчаються за типом гімназії, філія технічного ліцею.

## Галерея

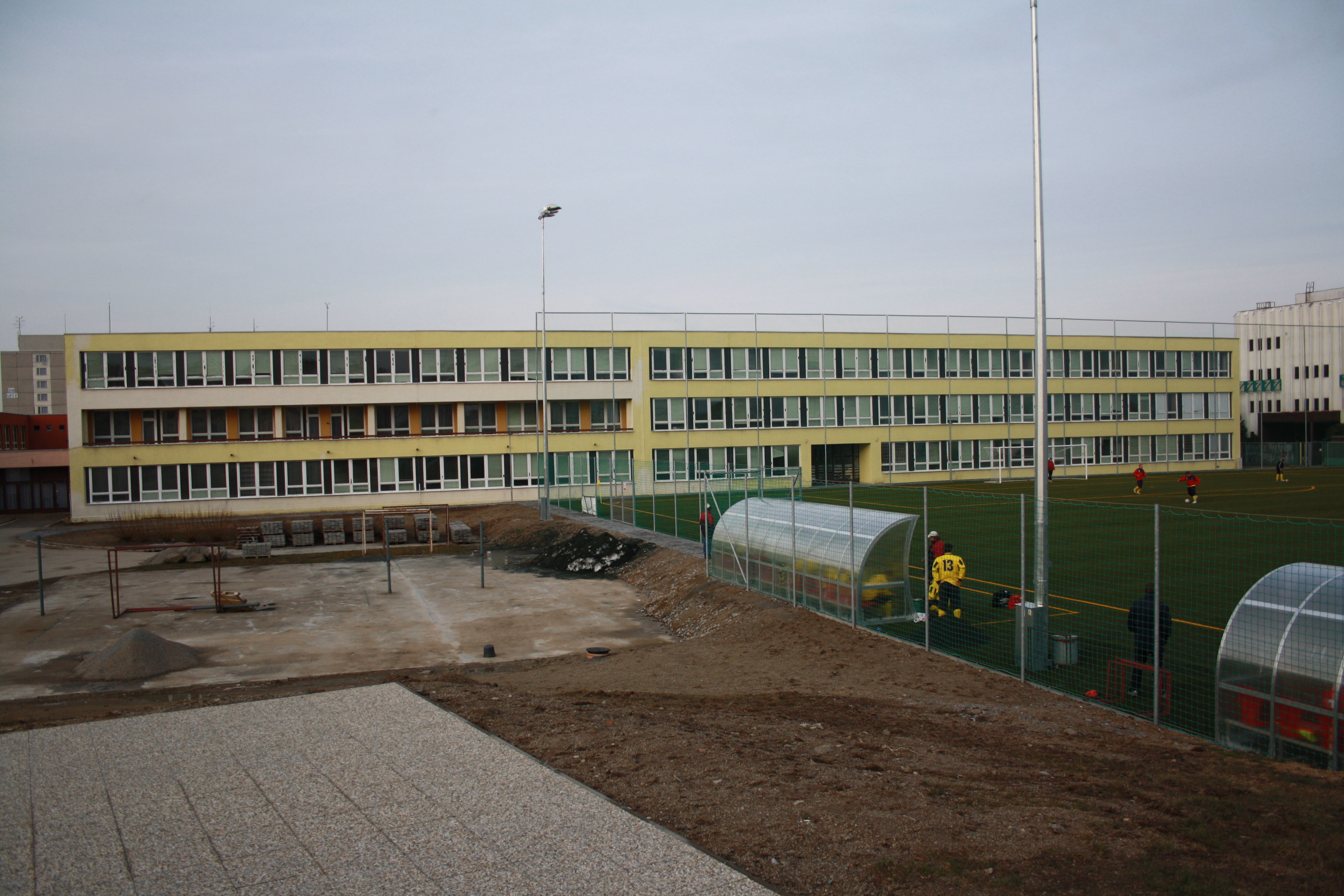
Корпус А, корпус електротехніки та ПТУ.
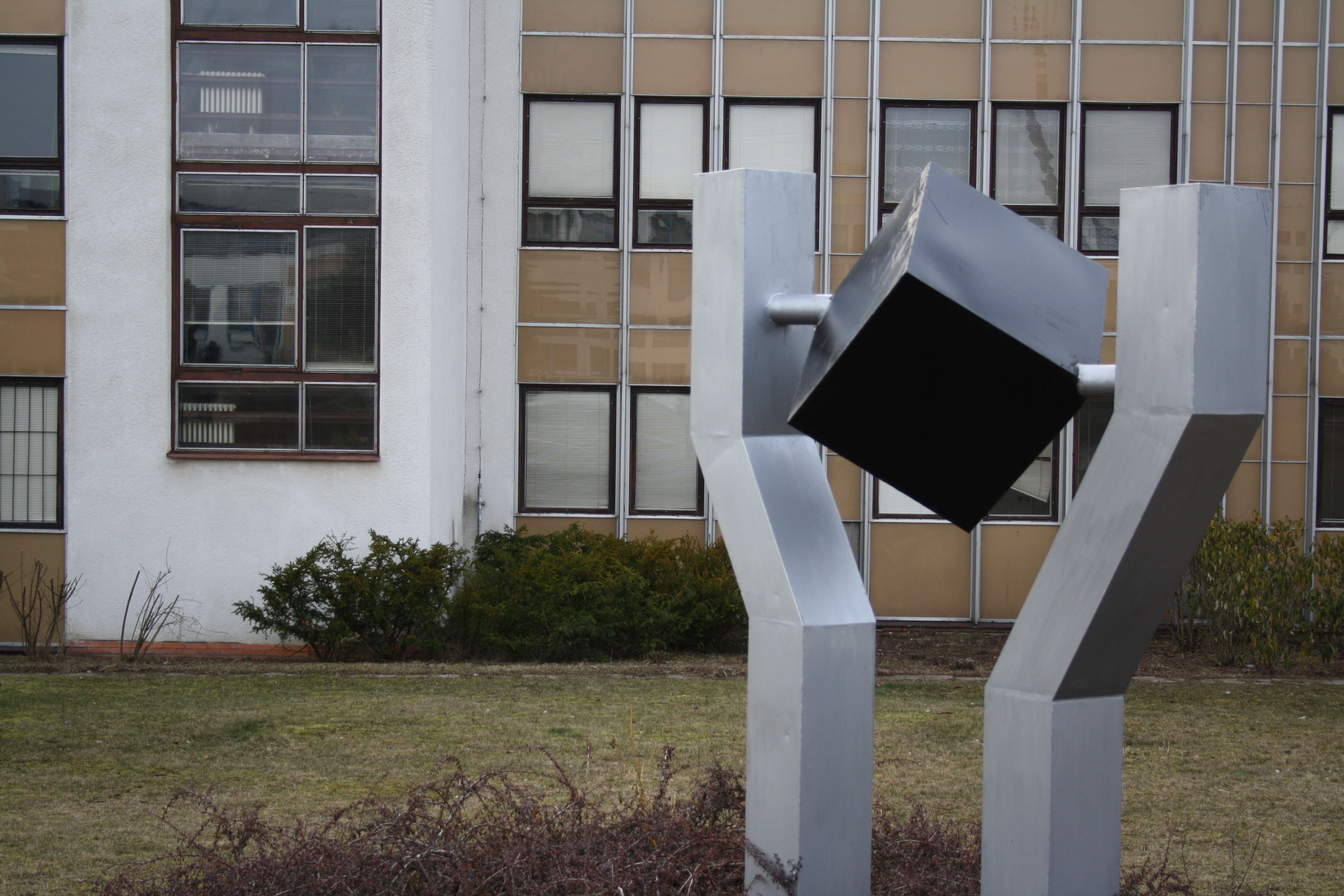
Пам'ятник, що символізує школу та атом на території школи (після реконструкції його вже немає перед школою).
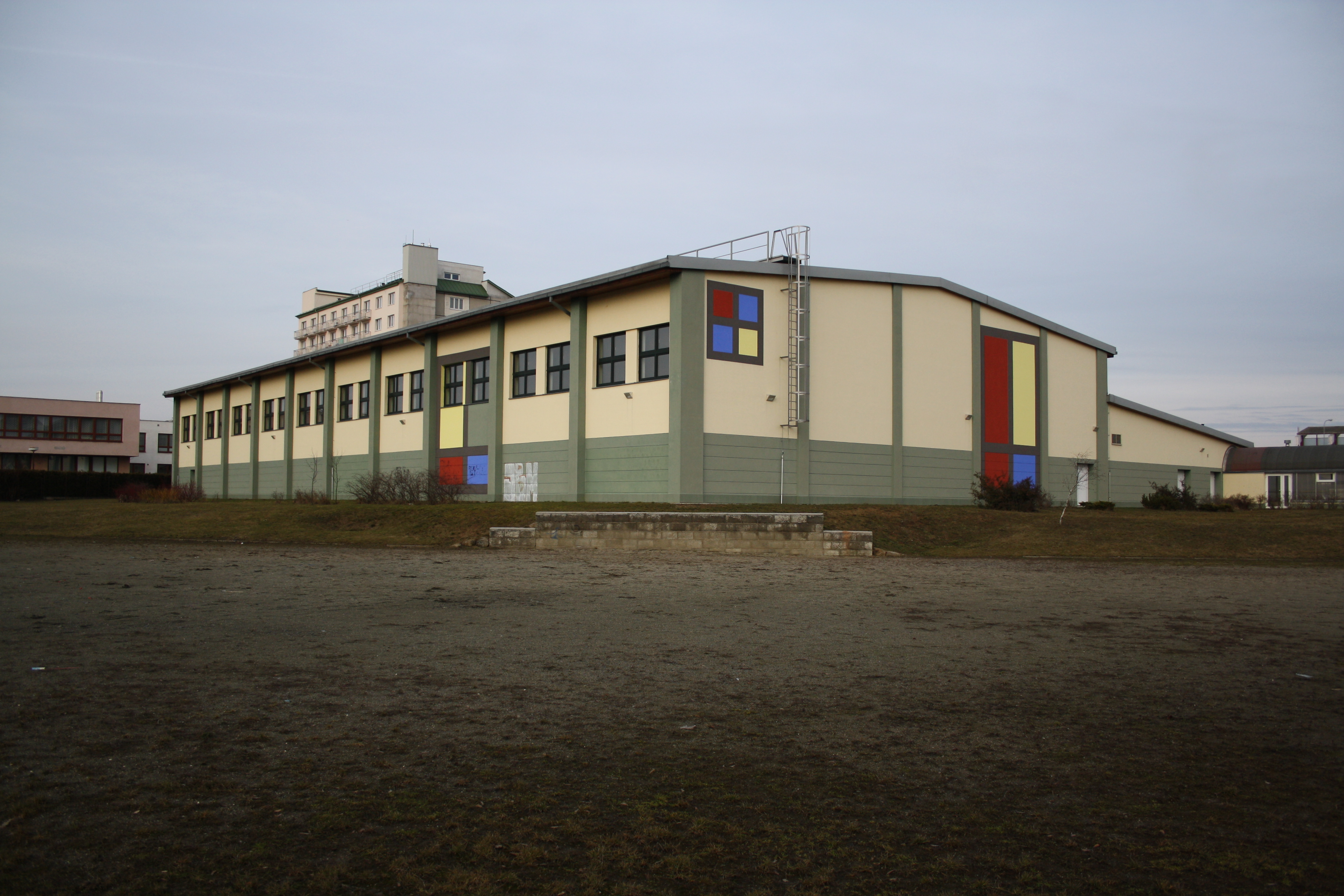
Шкільний спортзал та майданчик.
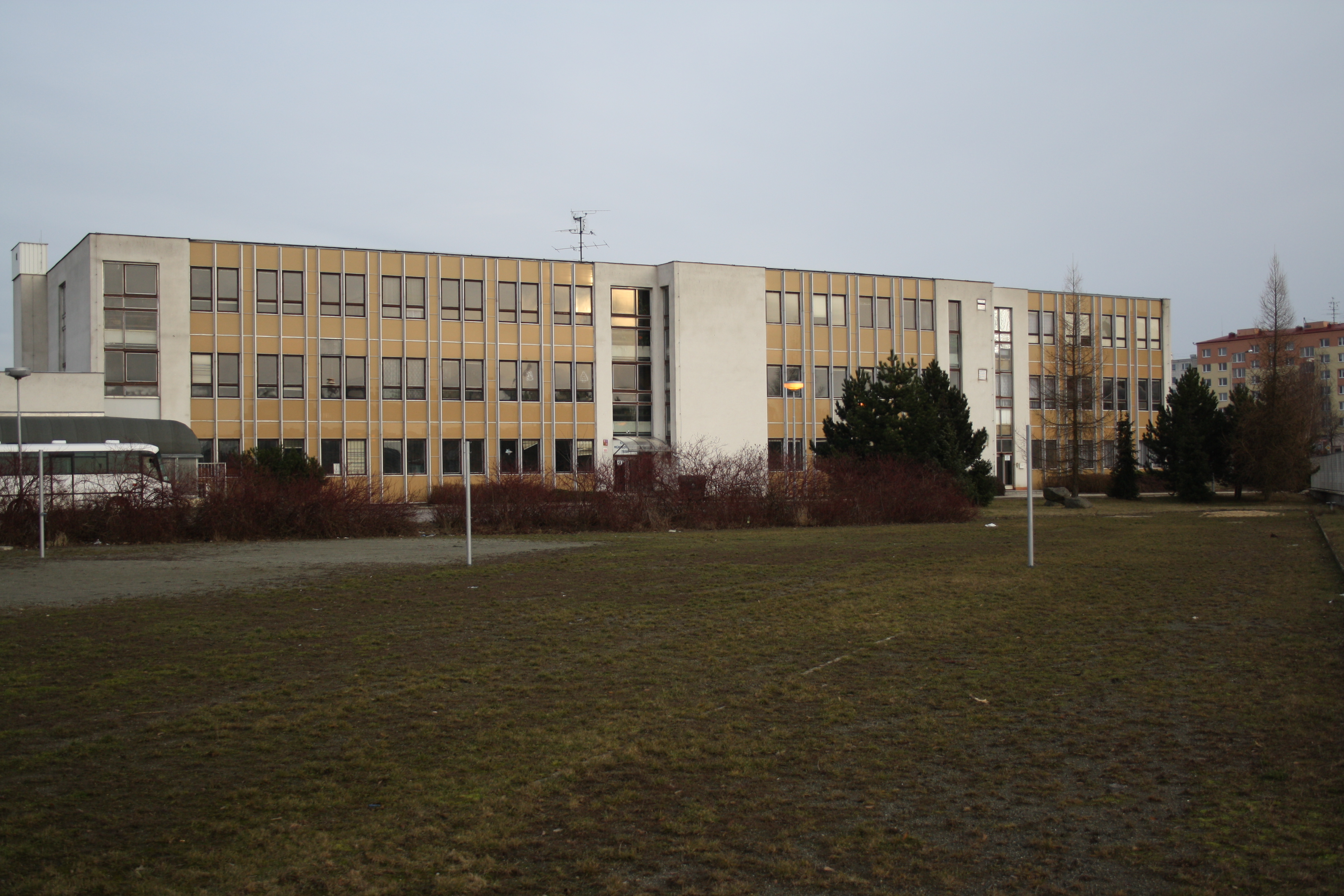
Будівля B, будівля інженерної, гімназії школи та екологічних напрямків.